# Boef (rapper)
Sofiane Boussaadia (Aubervilliers, 28 februari 1993), als artiest bekend als Boef, is een Nederlandstalige rapper met de Franse nationaliteit.
Binnen een jaar na zijn start in 2015 behoorde hij na Lil' Kleine en Ronnie Flex tot de beroemdste rappers van Nederland. Hij bracht een album uit en verschillende singles. Zijn vlog en rapvideo's werden vele miljoenen malen bekeken op het internet. In 2020 kreeg hij zijn eigen documentaire: Gewoon Boef.

## Biografie

### Jeugd en begin carrière
Boef werd geboren in Aubervilliers in Île-de-France (agglomeratie Parijs) als zoon van Algerijnse ouders. Op zijn vierde kwam hij naar zijn oom in Eindhoven. Met hem woonde hij ook nog twee jaar in Houston, Texas, en op zijn dertiende verhuisde hij naar Alkmaar. Aan dagblad de Volkskrant vertelde hij dat hij op zijn zestiende een half jaar in jeugddetentie zat en vanaf zijn achttiende anderhalf jaar vanwege een strafdelict en vervolgens een half jaar omdat hij medewerking met de reclassering weigerde.
Sinds hij vrijkwam, richt hij zich op de rapmuziek. Via zijn vriend en rapper Otie zocht hij contact met Zonamo Underground, waarna hij in februari 2015 een sessie kwam doen. Deze werd zeer goed ontvangen en hij had binnen de kortste keren een miljoen views op YouTube.

### 2015-16: Zonamo Underground en doorbraak
Na zijn sessie tekende Boef een contract bij Zonamo Underground. Zijn succes groeide boven verwachting, van zowel hemzelf als zijn management. BNN-presentator Rotjoch zei over zijn doorbraak: "In 2015 was Boef er ineens; niemand kende hem. Na zijn Zonamo-sessie is hij niet meer weg te denken uit de scene."
Hij bracht verschillende nummers uit die de Single Top 100 bereikten. Zijn ep Gewoon BOEF kwam in februari 2016 op nummer 4 binnen in de Nederlandse Album Top 100, waarin het rond dertig weken genoteerd staat. Ook stond het album enkele weken in de Vlaamse Album Top 200.
De videoclip van zijn nummer Lauw maakte hij in Dubai samen met de producer Harun B. Hij heeft een vlog op YouTube waarop hij laat meekijken in zijn eigen leven, bijvoorbeeld tijdens exotische reizen naar Dubai, Marokko, Suriname en Thailand; het vlogkanaal had binnen enkele maanden 185.000 abonnees en de vlogs werden in sommige gevallen meer dan 600.000 maal bekeken, wat meer is dan het gemiddelde aantal kijkers naar een programma op NPO 2. Bij elkaar zijn Boefs video's inmiddels meer dan 150 miljoen maal bekeken, waaronder naast verschillende sessies de videoclips van Lauw dertien, Hosselen acht, Gewoon BOEF vijf en Jaar geleden drie miljoen maal. Daarnaast heeft hij nog accounts op andere socialemediakanalen, zoals Instagram en Twitter. Hij heeft geen eigen website.
Boef heeft een jonge fanschare, waarvan een groot deel niet ouder is dan zestien jaar. Hij trad op tijdens grote festivals, zoals het Appelsap Fresh Music Festival en het Encore Festival, beide in Amsterdam.
Boef kwam verschillende malen negatief in het nieuws en werd in september 2016 meermaals aangehouden en meerdere dagen vastgezet vanwege provocatie, opruiing en de betrokkenheid bij een vechtpartij in Tilburg met Para Soma. Hij werd door meerdere mensen hierop aangesproken, onder wie John van den Heuvel en Rick Nieman tijdens een uitzending van RTL Late Night. Quote noemde zijn presentatie als "roekeloze gangster" beredeneerd. Het zou geïnspireerd zijn op de straatstijl van Amerikaanse rappers. Dit was ook de essentie van een openlijke ruzie (rapbeef) die hij in juni 2016 met de Alkmaarse rapper Rambo had.
In 2016 was Rapper Boef deelnemer aan het programma Het Jachtseizoen van StukTV, hij wist ruim twee uur uit hun handen te blijven. Twee jaar later kreeg hij een herkansing. Dit keer wist hij uit handen te blijven en won met 0,6 kilometer afstand.

### 2017: DebuutSlaaptekort

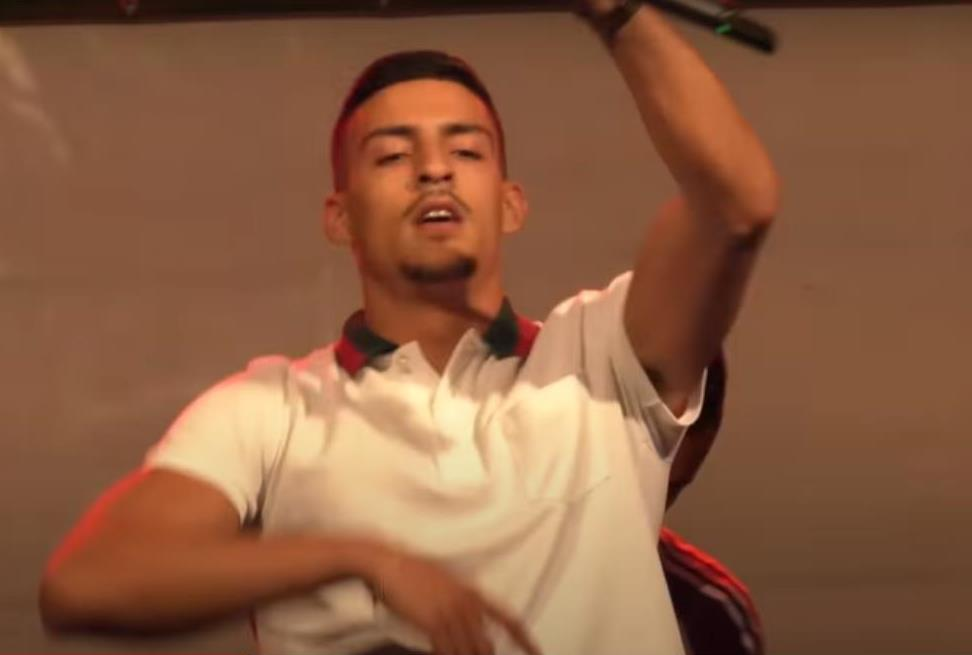
Boef (2017)

In januari 2017 verliet Boef Zonamo Underground om een management-contract bij SPEC Entertainment te tekenen. Hij wilde zijn eigen label opstarten en bouwde zijn eigen studio. Zijn eerste single, 'Geen Moeite', werd daarin opgenomen.
In november 2017 bracht Boef in samenwerking met rapper Frenna een remix uit van het veelbesproken nummer Op me monnie van zangeres Famke Louise. De remix behaalde de tweede plaats in de Nederlandse Single Top 100 en bleef hier 11 weken in staan, dit is één plek hoger en één week langer dan de originele single wist te bereiken. De remix behaalde een gouden plaat. Tevens was Boef eind 2017 te zien in het RTL 5 programma Celebrity City Trip, hij vormde een reiskoppel met Robert Kranenborg.
Na de kech-controverse in 2018 werd Boef tijdelijk geboycot door Nederlandse en Vlaamse radiozenders.
Vanaf 2021 biedt Boef samen met Lil' Kleine ondernemingscursussen aan.

## Stijl
Boef staat bekend om zijn punchlines die elkaar in rap tempo opvolgen. Dit doet hij naar eigen zeggen om mensen na te laten denken over wat hij zegt. Zo zorgt hij ervoor dat de luisteraars vaker zijn nummers moeten luisteren voordat ze alles begrijpen. In een interview met 101Barz van februari 2016 prijst Monsif, een van Boefs vaste producers, het karakter van Boef. Daarnaast is hij onder de indruk van de gigantische woordenschat van de rapper. Nadir van Zonamo Underground noemt Boef een perfectionist en ziet dat als de reden van het succes van Boef. Voor Boef zelf is zijn geloofwaardigheid een van de belangrijkste dingen.

## Privé
Boef heeft een zus en twee broers. Boef was meer dan een jaar verloofd met influencer Selma Omari. Sinds 2020 heeft Boef een nieuwe vriendin. Het stel kreeg in januari 2022 een dochter.